# Кутер, Роберт
Роберт Кутер (англ. Robert D. Cooter, род. 2 мая 1945) профессор права в Калифорнийском университете в Беркли на юридическом факультете (англ.). Научные интересы Роберта Кутера лежат на стыке права и экономики (научная дисциплина экономическая теория права (англ.)). Он является одним из редакторов журнала "International Review of Law and Economics" (Международное обозрение экономического анализа права), и одним из основателей Американского сообщества экономического анализа права (англ.) и был его председателем в 1994 и 1995 годах. Избран действительным членом Американской академии искусств и наук в 1999 году.
В 2012 году совместная статья Роберта Кутера и его коллеги Neil S. Siegel (профессор юридического факультета (англ.) в университете Дьюка), послужила источником обоснований решения Верховного суда США по "Реформе здравоохранения и защиты пациентов". Название этой статьи: "Теория о влиянии налогов : разрушать не позволительно" (англ. "Not the Power to Destroy: An Effects Theory of the Tax Power").

## Научная деятельность

### Монографии
Из последних (2012 год) : шестое издание учебника "Экономический анализ права" (в соавторстве с Thomas Ulen, в издательстве Pearson (англ.)), и в соавторстве с Hans-Bernd Schäfer "Соломонов узел : как право может покончить с нищетой народов" (англ. Solomon's Knot: How Law Can End the Poverty of Nations, в издательстве Princeton University Press).

### Избранные статьи
- "Становление научного подхода : как эмпирическое изучение права повлияло на экономический анализ права", опубликовано в вестнике юридического факультета (англ.) университета штата Иллинойс, октябрь 2011 г., выпуск 5, стр.1475 (англ. Robert D. Cooter. "Maturing into Normal Science: The Effect of Empirical Legal Studies on Law and Economics").
- "Делай что обещал", опубликовано в вестнике юридического факультета (англ.) университета штата Алабама, 2008 г., № 59, стр. 1107-1133. (англ. Robert D. Cooter. "Doing What You Say").

### Научные взгляды
Роберт Кутер работает на стыке двух научных дисциплин, поэтому он противник использования научного жаргона в своих публикациях : юридический жаргон препятствует пониманию статей экономистами, а экономический жаргон препятствие для юристов. Привлекая обширные данные из новейшей истории развития экономик разных стран, Др. Кутер исследует условия, при которых бы создание эффективных юридических учреждений и законов в области договорного права было бы выгодно и политикам и предпринимателям и работникам. Хорошо работающее договорное право снижает риск взаимного обмана сотрудничающих производителей товаров, и тем самым способствует росту материального производства и инновациям. (Хотя материальные блага не обеспечивают счастья людей, но весьма этому способствуют). Именно договорное право, и эффективное разрешение хозяйственных споров судебной и арбитражной системами, Кутер считает главным условием для создания материальных благ и внедрения инноваций в современном мире.  В прошлом в США, по мнению ученого, преобладали иные концепции: 1930-1975 годы эпоха сторонников государственного капитализма (американские чиновники улучшали промышленность путём гос.инвестиций и расширения гос.сектора экономики, но им обычно не хватало денег); 1975-1990 годы эпоха "Вашингтонских сторонников свободного рынка" (полная свобода на рынке способствовала саморегулированию экономики, однако цены часто выходили даже из хоть как-то разумного диапазона). 1990 - 2000 гг преобладали "учрежденческие" взгляды американских чиновников (стремление создать гос.учреждения поддерживающие работу промышленности, однако учреждения бюрократизировались и задачи свои не выполняли). Эпоха стремления повысить эффективность "хозяйственной юстиции" началась в США в 2000 году и продолжается в настоящее время (договорное право способствует работе промышленности и экономики, но плохие законы и неповоротливая неэффективная арбитражно-судебная система является препятствием). В какой-то мере Кутер дополняет мнение патриарха юридической науки США Рональда Коуза, высказанное в его юбилейной лекции в свой 100-й день рождения: важным препятствием для современной экономики является увязание бизнес-юристов в формальных аспектах договоров, и необученность хозяйственников тщательно прорабатывать суть договоров чтобы максимально использовать хотя бы существующие возможности договорного права.

## Образование
- Бакалавр искусств, Суортмор-колледж (1967)
- Магистр искусств, Оксфордский университет (1969)
- Доктор философии, Гарвардский университет (1975)